# フューリアス (空母)
フューリアス (英語: HMS Furious, 47) は、イギリス海軍が建造した世界初の本格的航空母艦である。
元はバルト海における上陸侵攻作戦 (Baltic Project) のために建造されたカレイジャス級巡洋戦艦 (Courageous-class battlecruiser) である。試行錯誤の末に、数度の改装を受け、艦容が幾度も変遷した。
最終的に全通式飛行甲板を持つ多段式空母になった。
なお、“Furious”とは「強烈な」、あるいは「怒り狂った」「猛烈な」という意味である。

## 概要
カレイジャス級巡洋戦艦は、第一海軍卿ジョン・アーバスノット・フィッシャーの発案による「ハッシュ・ハッシュ・クルーザー」である。
設計はサー・ユースタス・テニスン・ダインコートが担当した。
先行艦2隻が15インチ砲4門（連装砲塔2基）だったのに対し、当初は15インチ砲塔を搭載予定だったフューリアスも設計を変更し、主砲を40口径457mm（18インチ）砲Mk.I 単装2基とした。他にも水中防御に若干の改善を見た。しかし建造中にバルト海作戦の必要性が薄れたことから本格的航空機運用能力を付与することとなり、前部主砲塔を撤去して発艦甲板を設け、艦後部に18インチ単装砲を装備した姿で就役した。
カレイジャス級巡洋戦艦に対するイギリス軍の評価は、あまり良くなかった。
フューリアスも、前部飛行甲板から発艦は出来たが、着艦は事実上不可能だった。
就役後、運用実績により1年を経ずして第1次大改装を行い、後部主砲塔も撤去して着艦甲板を設ける。ただし艦中央部の上構（艦橋、煙突）はそのまま残されたままだった。このように第一次世界大戦当時の本艦は艦上機を運用する上でいくつもの問題があり、世界最初の実用的空母としてイギリス海軍の「アーガス」を挙げる事例がある。
1922年（大正11年）から1925年（大正14年）にかけて第2次大改装が行われ、本格的な航空母艦として生まれ変わる。ワシントン会議とワシントン海軍軍縮条約により保有艦艇に制限が加えられ、本艦は引き続き空母として存続を許された。
また軍縮条約の規定により制限枠内で戦艦（巡洋戦艦）の空母改造が認められたので、イギリス海軍は本艦を参考にカレイジャス級巡洋戦艦をグローリアス級航空母艦に改造した。姉妹艦2隻とフューリアスを併せた三空母は、アメリカ海軍のレキシントン級航空母艦、日本海軍の赤城や加賀に次ぐ有力な大型空母として、海軍休日時代の英空母陣の主力を構成した。
第二次世界大戦でもイギリス海軍の主力空母として地中海攻防戦や大西洋戦線で運用された。1944年にはドイツ戦艦ティルピッツへの攻撃に参加した。この作戦では大型化した艦上雷撃機を発進させるため、飛行甲板にスキージャンプ台を仮設している。第二次世界大戦後、解体された。

## 改装の履歴

### 改装前
本艦の艦種は、軽巡洋艦、特別軽巡洋艦、大型快速巡洋艦、大型軽巡洋艦と表記する事例もある。敵の巡洋艦を駆逐するための「巡洋艦駆逐艦／巡洋駆逐艦 Cruiser Destroyer」という艦種表記もある。
本級の排水量17,500トン（計画常備状態）は、レナウン級巡洋戦艦の27,650トンや巡洋戦艦タイガーの28,500トンより少ないが、インヴィンシブル級巡洋戦艦の17,250トンやインディファティガブル級巡洋戦艦の18,750トンと同級である。すなわち軽巡洋戦艦とも言える。
船体もそれに応じた細長いものとなっている。
水線長238.4m（全長239.7m）に対して竣工時の艦幅は26.8mで、LB比（水線長/幅）8.9となる。吃水はバルト海作戦用に浅吃水を求められた名残で6.9mという低い値で、1万トン級の中型艦程度しかない。この当時の排水量は常備19,513トン、満載22,405トン、乗員は合計880名であった。しかし概要にあるようにバルト海作戦の必要性が薄れ、戦力的に浮いた存在となった。折しもイギリス海軍では、当時発達著しい航空機、それも水上機ではなく固定脚をつけた陸上機を多数海上で運用する能力を持った艦の必要性が言われるようになり、本艦が航空母艦に改装された。
兵装
初期の計画では、カレイジャス級巡洋戦艦の3番艦として15インチ連装砲塔2基（計4門）を搭載予定だった。しかしフィッシャーの意見が通り、本艦に457mm（18インチ）砲という当時世界最大の艦載砲2門（艦の前後）に搭載する設計となった。ただし18インチ砲が失敗作だった場合に備えて、従来の15インチ連装砲塔を搭載できるように設計されていた。実際のフューリアスは艦前部が飛行甲板となり、艦後部に18インチ主砲1門を搭載した状態で竣工した。フューリアス用の15インチ連装砲塔は、エレバス級モニター「エレバス (HMS Erebus, I02) 」に装備された。もう一つの15インチ連装砲塔は、第二次世界大戦時に建造されたロバーツ級モニター「アバクロンビー (HMS Abercrombie, F109) 」に流用された。
副砲には50口径14cm単装砲Mk.I 11門を上構に沿って均等に並べた。この内上構後端・中心線上に置かれた1門は改装に伴って撤去されたが、残る10門はそのまま維持された。他に7.6cm単装高角砲2基、3ポンド単装砲4基を積む他、533mm水中発射管を単装2基（片舷斉射数1発）装備していた。尚、魚雷発射管は建造時の予定では水中発射管だけではなく水上発射管を搭載する予定であり、設計図にも搭載位置が指定されていたが、竣工時には水上発射管は搭載されていない。
防御
竣工時点では本格的水上戦闘が考慮されたこともあり、大型軽巡洋艦としての防御がそのまま維持された。舷側76-51mm、水平76mm、バーベット178-103mm、主砲塔229mm、司令塔254mm、水中隔壁25mm等である。
機関
機関構成は生涯を通してヤーロー式水管缶18基（蒸気性状は235PSI、摂氏200度超）とブラウン・カーチス式オール・ギヤードタービン4基4軸・9万馬力である。主缶は6基ずつ、前・中・後部の缶室に収めた。最大速度は31.5ノット、航続距離は重油3400トン、20ノットで6000浬である。

### 航空機運用のための改装・就役（1917年3月 - 6月）

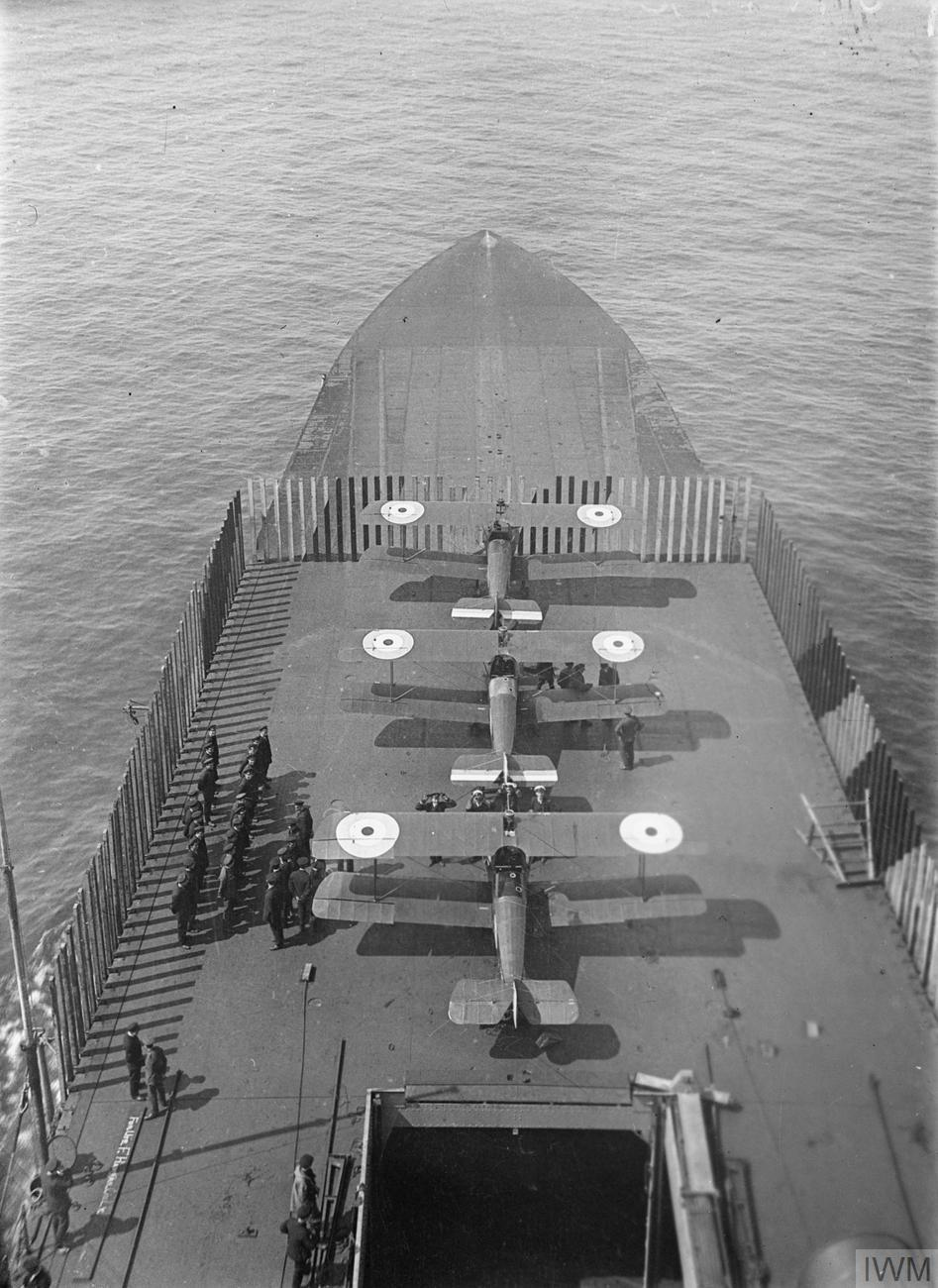
艦首飛行甲板のソッピース キャメル

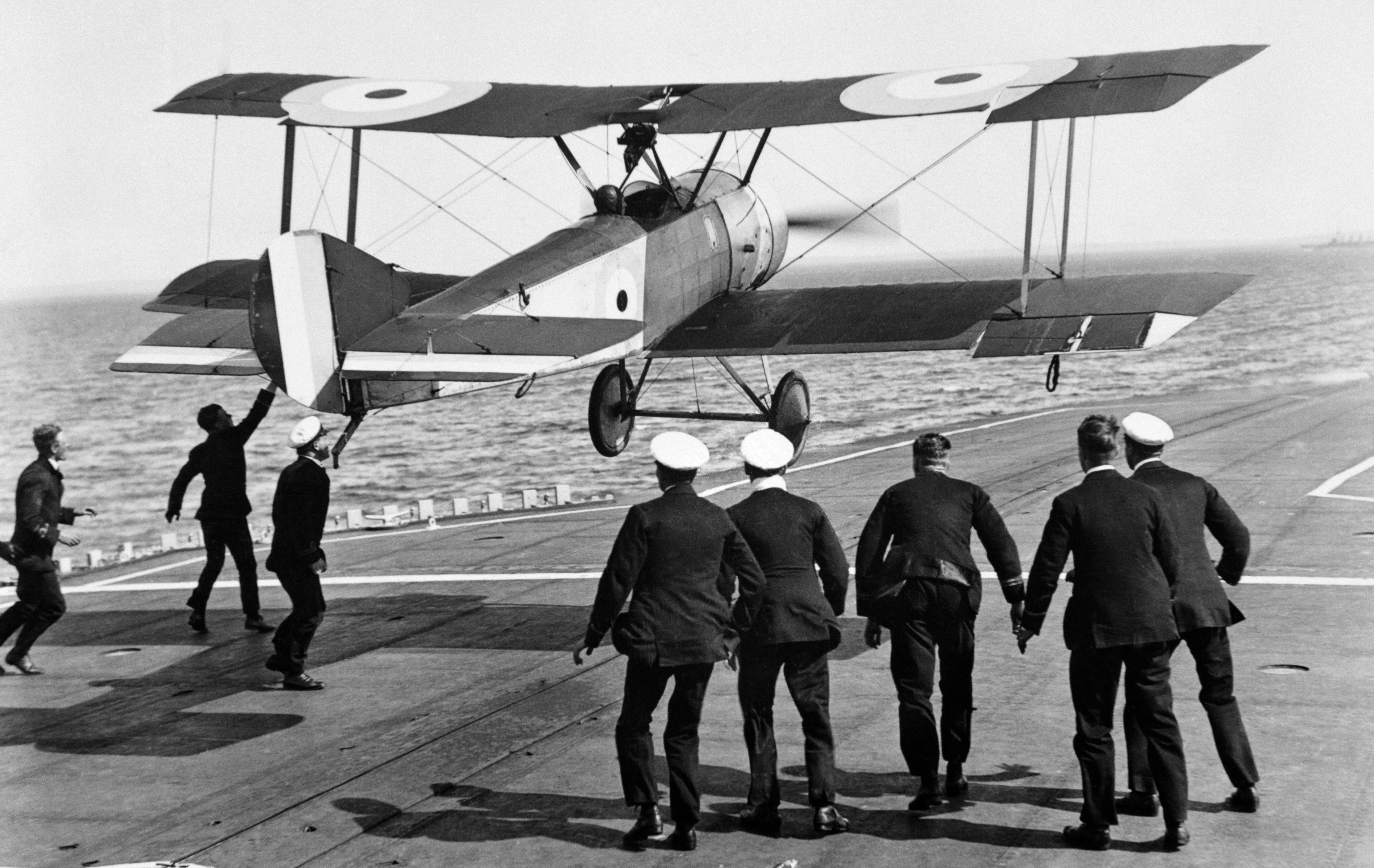
着艦しようとするソッピース パップ（ダニング機）

イギリス海軍は第一次世界大戦時点で水上機母艦を運用していたが、その中には飛行甲板を設置し、車輪付航空機を発進させることが可能な艦もあった。
これらの経験にならい、大型巡洋艦にも飛行甲板が設置された。本艦の艦首甲板上の前部18インチ砲を単装砲塔ごと撤去し、格納庫とした。砲塔の穴は塞がれ、その上に長さ70メートル・幅15メートルの飛行甲板を設けた。飛行甲板は、艦首にむけて緩い傾斜がつけられている。上から見ると、艦体の形状に沿っているため艦首部分は狭くなっている。艦の前部だけを見れば空母といえるが、艦橋を基部に組み込んだ前部マストと煙突、後部主砲塔等、発艦甲板以後は水上艦そのものの艦姿であった。
こうして固定脚を装備した航空機を運用可能な艦となったフューリアスは運用実験を行うこととなった。発艦は容易であったが、短い飛行甲板と艦の中央を占領している構造物に衝突する危険性から、着艦は不可能であった。本艦から飛び立った機体のうち、水上機は近くに着水すれば良いが陸上機は陸上基地で着陸するしか無く、寄港後に再度運び入れる必要があった。このような運用上の不便さから、搭載機乗員は自主的な「着艦」訓練を実施することとなる。
着艦と言っても現在のそれとは異なり、艦の側面を失速ぎりぎりで飛行し、艦橋を追い越したときに機を横滑りさせ甲板上に持ってきて着艦、乗組員が機体を押さえるというアクロバット的かつ強引な方法で行われた。言うまでもなくパイロットに高度な技術を必要とし、甲板要員・パイロット共に危険を伴う着艦法であり、同年8月には着艦直後の機体がそのまま甲板から海に転落し、操縦していたエドウィン・ハリス・ダニング飛行隊長が溺死するという事故が起こった。この結果から着艦訓練は危険と判断され、全面的に禁止されることとなる。
1917年の改装で特筆すべきは水雷兵装の強化で、533mm水上発射管が3連装4基＋連装2基追加装備され、これに加えて新造時からの533mm水中発射管単装2基と合わせ、魚雷発射管を計18門（片舷斉射数最大9発）装備した。
18インチ砲は、フューリアスの前後に搭載予定の2門と、予備砲身が製造されていた。
本艦から撤去された18インチ砲は、予備砲身を含めて廃棄されずに再利用された。A砲塔の砲身はロード・クライヴ級モニター艦「ジェネラル・ウルフ (HMS General Wolfe) 」に、また予備の砲身が「ロード・クライヴ (HMS Lord Clive) 」に搭載された。

### 第一次改装（1917年11月 - 1918年3月）

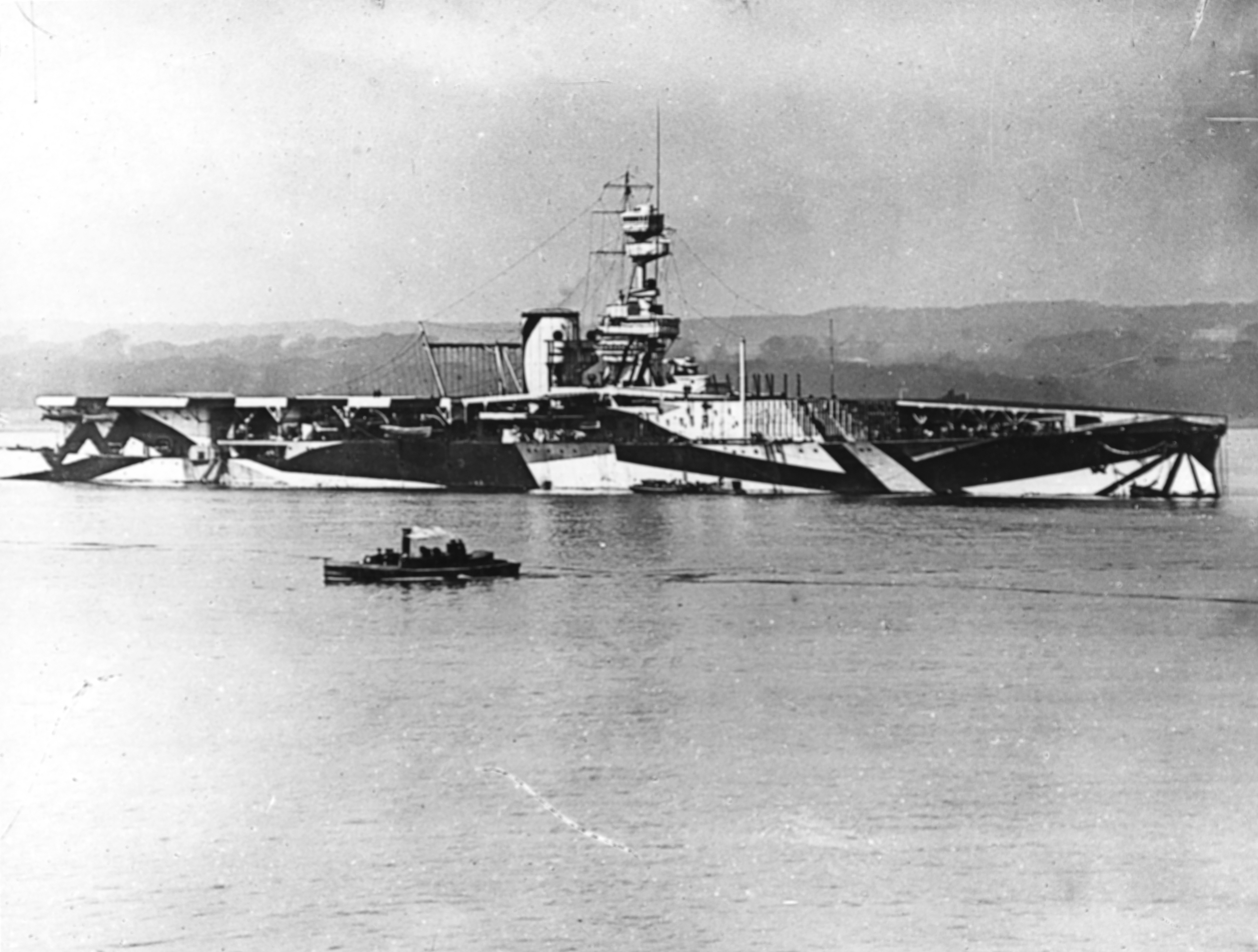
ダズル迷彩を施されたフューリアス（1918年時）

このような艦では作戦遂行にも支障をきたすため、後部18インチ砲塔を撤去して後部甲板上にも縦85メートル×横20メートルの着艦用甲板を設置することとなった。しかし、艦橋構造物と煙突は依然として残されており、機関から出る排煙の問題を解決できていなかった。これを飛行場でたとえれば、滑走路の真ん中に管制塔が立っているようなものであり、飛行機にとって邪魔以外の何物でもなかった。後部に着艦した飛行機を前部へ運ぶために、艦橋構造物の脇を通る通路も設けられたほか、飛行機が艦橋構造物に激突することを防止するため、着艦用甲板前部にネットを張って煙突を防御する策を施された（1918年当時の写真にある、煙突後部から延びる斜めのバーがそれである）。
撤去されたY砲塔の砲身はモニター艦「プリンス・ユージーン (HMS Prince Eugene) 」に搭載予定であったが、戦争終結により未搭載に終わった。
こうした対策を施されたが、着艦実験は失敗に終わっている。艦中央にそびえる構造物と、煙突から噴出する熱と排煙により、後方飛行甲板の気流が乱れてしまうのである。また艦橋と煙突という「壁」にむかって着艦する心理的負担も大きかったと思われる。運良く乱れが少ない状態でも、今度は甲板上が無風に近い状態となっており、後部甲板では長さが足りずネットに頼った着艦になったという。結局、本艦は空母として着艦不可能と判断され、大戦終結まで後部は格納庫兼整備場として使用され、フューリアスは発艦専用として運用されることとなる。
しかしこの失敗が、この後建造されるアーガス及びイーグルに活用されることとなった。
なおフューリアスの他に重巡洋艦のキャベンディッシュが建造中に改造され、空母ヴィンディクティヴとして1918年（大正7年）10月1日に就役した。航空巡洋艦的な性格をもち、フューリアスと似た構造である。本艦と共に作戦行動をとったこともあるが、こちらは1924年に重巡洋艦へ再改造された。

### 第二次改装（1922年6月 - 1925年8月）

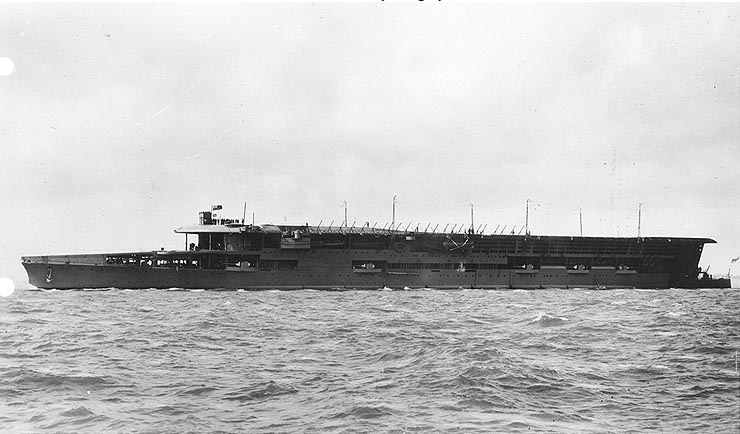
全通飛行甲板を持つに至ったフューリアス。飛行甲板上の箱型のものは操舵艦橋でエレベーター式で戦闘時には甲板内に引き込む。

「航空機の離着艦には、甲板から構造物を無くすことが必要」との教訓から、アーガス以降に建造（もしくは改装）される全ての航空母艦の飛行甲板には、離着艦に適した全通甲板が採用されるようになった。
なお初期の航空母艦は、艦橋を飛行甲板の下に設けて飛行甲板上には障害物が何もないフラッシュデッキ型 (Flush Deck Type) と、艦橋と煙突を片舷にまとめたアイランド型 (Isand Type) に大別できる。
イギリス海軍において1918年（大正7年）9月に竣工した商船改造空母アーガスは、飛行甲板に構造物を持たないフラッシュデッキ型（平甲板式）であった。
戦艦改造空母のイーグルは、右舷に艦橋と煙突が一体化した構造物を持つアイランド型（島型）空母であった。
起工時から空母として建造されたハーミーズも、先行したイーグルに倣って右舷に艦橋構造物をまとめたアイランド型空母となった。
これら先行艦の運用実績からフューリアスは再度改装されることとなり、飛行甲板はフラッシュデッキ型の全通甲板となり、格納庫も大型化した。
この改装により吃水も7.9mに増え、その分の浮力を賄うためバルジを追加して艦幅は27.4mとなり、LB比も8.7に下がる。排水量は基準22,450トン、満載2,8500トンに搭載燃料は重油4,010トン、16ノットで4,300浬の航続性能を確保した。速力は29.5ノットに低下した。
この改装で、フューリアスは新機軸を取り入れて多段式空母（雛段式）になった。飛行甲板を上下二段持ち、上段は着艦及び攻撃機用、下段は戦闘機用と発着艦もしくは複数機同時発艦が可能となるようになった。下段の飛行甲板はかなり短いが、当時は複葉機が主力でありこれでも運用は可能と判断されていた。このアイデアは日本海軍に取り入れられ、天城型巡洋戦艦から改造された赤城と、加賀型戦艦から改造された加賀は、三段式飛行甲板の空母として竣工した。

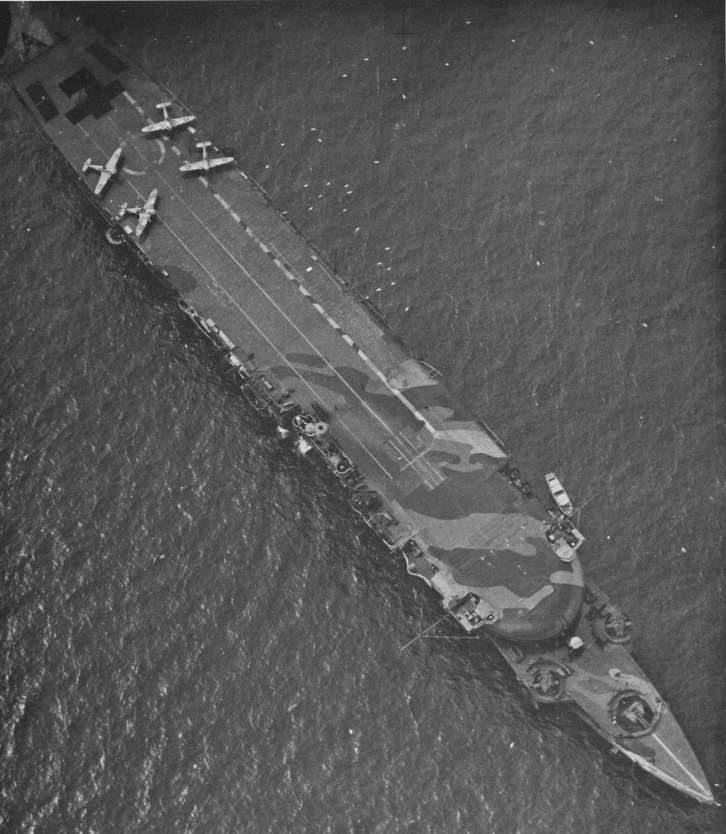
1941年に上空から撮影されたフューリアス。艦首飛行甲板は廃止されて高角砲が配置されている。

しかし、この甲板は戦闘機用とはいえやはり短く、実際には対空火器の設置場所に変わり、本来の運用はされなかった。
また、煙突は、アーガス同様に格納庫を囲むように艦後部まで延びる誘導煙突となっているが、アーガス及び加賀のように艦脇から排煙するのではなく、左右の煙路を艦尾で統合し飛行甲板最後部から一括排煙する形式となっている。この方式は失敗であり、上部格納庫は煙路でスペースが狭められる上に、煤煙の熱で格納庫や居住区は熱され、搭乗員や艦載機に悪影響を与え続けた。
10門の50口径14cm砲はスポンソン配置となってそのまま維持された。対空兵装以下については、1931年時点で3基であった45口径10.2cm単装高角砲Mk.Vが4基へ一新され、雷装は全廃された。この砲兵装も1939年の改修工事で全廃され、45口径10.2cm連装高角砲Mk.XVI 6基12門を艦首（元発艦甲板）1基、飛行甲板両舷各2基、艦尾1基に配置した。さらに近接防空火器としてアイランド直後に2ポンドポムポム砲8連装1基を追加した。戦時中の改装でさらにアイランド前方に1基と1番高角砲直後両舷に1基ずつ追加され計4基32丁となった。他に20mm機銃連装8基、単装7基計23丁が飛行甲板両舷にズラリと並べられた。レーダーは戦時中にSW271、AW286各一基と、AR285二基が装備された。乗組員は、艦の運用が748名、航空関連要員が325名の計1073名である。戦時増員については不明。
巡洋戦艦として運用されていたカレイジャスとグローリアスも、本艦に倣って本格的航空母艦となった。ただし姉妹艦2隻はフューリアスと仕様が異なり、煙突と一体化した大型のアイランドと二段式飛行甲板を持つ空母に改装されている。また、フューリアスも第二次世界大戦直前に小型の指揮所を上部飛行甲板の右舷前方へ設置した。
| 1939年9月  | 計27機    | 801 Sqn（スクア 9）, 816 Sqn（ソードフィッシュ 9）, 818 Sqn（ソードフィッシュ 9）                                                                                                   |
| 1940年5月  | 計24機    | 804 Sqn（シーグラディエーター 6）, 816 Sqn（ソードフィッシュ 9）, 818 Sqn（ソードフィッシュ 9）                                                                                     |
| 1940年6月  | 計24機    | 801 Sqn（スクア 6）, 807 Sqn（フルマー 9）, 825 Sqn（ソードフィッシュ 9） |
| 1940年7月  | 計27機    | 801 Sqn（スクア 9）, 816 Sqn（ソードフィッシュ 9）, 825 Sqn（ソードフィッシュ 9）                                                                                                   |
| 1941年4月  | 計12機    | 800 Sqn（スクア 12） |
| 1941年5月  | 計12機    | 800 'X' Flight（フルマーII 3） |
| 1941年6月  | 計40機    | 800 Sqn（フルマー 9）, 812 Sqn（ソードフィッシュ 9）, 816 Sqn（ソードフィッシュ 9）, 817 Sqn（アルバコア 9）, 880 'A' Flight（シーハリケーン 4）                                    |
| 1942年11月 | 計12+??機 | 801 Sqn（シーファイア ？）, 807 Sqn（シーファイアL.IIC 12）, 822 Sqn（アルバコア ？）                                                                                               |
| 1943年2月  | 計60機    | 801 Sqn（シーファイア 9）, 822 Sqn（アルバコア 9）, 825 Sqn（ソードフィッシュ 9＋シーハリケーン 6）, 827 Sqn（バラクーダ 12）, 830 Sqn（バラクーダ 9）, 881 Sqn（マートレットIV 6） |
| 1944年4月  | 計23機    | 801 Sqn（シーファイアI.B 6）, 831 Sqn（バラクーダII 9）, 880 Sqn（シーファイアL.IIC 8）                                                                                             |
| 1944年7月  | 計26機    | 842 Flight（ソードフィッシュ 3）, 880 Sqn（シーファイアL.IIC 3）, 1840 Sqn（ヘルキャットII 20）                                                                                     |
| 1944年8月  | 計33機    | 801 Sqn（シーファイアF.III 12）, 827 Sqn（バラクーダII 9）, 880 Sqn（シーファイアL.IIC 12）                                                                                         |

## 艦歴

### 第一次世界大戦
1917年（大正6年）9月27日、日本海軍の金子養之少佐がロサイスで「フューリアス」に乗艦、見学した。この時点では前部飛行甲板しか設置しておらず、後部には18インチ主砲があった。
12月、イギリス海軍は「フューリアス」の後部主砲を撤去し、飛行甲板を増設する工事を開始する。
1918年（大正7年）3月15日、「フューリアス」は後部に着艦用甲板を備えて再就役した。同年7月にはF.7作戦として7機のソッピース・キャメルを発艦させ、ドイツ帝国海軍のトンデルン飛行船基地への爆撃を行う。この攻撃では格納庫および飛行船2隻を撃破する戦果を挙げ、名実ともに「世界初の空母の実戦参加」となった。
またイギリス海軍は飛行機母艦をまとめて運用する方針を固め、その旗艦に「フューリアス」が選ばれた。ドイツ帝国海軍の大海艦隊 (Hochseeflotte) がスカパー・フローで投降したとき、イギリス大艦隊 (Grand Fleet) は飛行機母艦5隻で航空戦隊を編成しており、本艦はその旗艦であった。
大戦終結直後の1919年にはロシア革命への警戒と牽制のため、僚艦の空母「ヴィンディクティヴ」と共にバルト海での偵察任務に派遣されている。
海軍休日時代、イギリス海軍の主力艦の一隻として扱われた。定期的におこなれる海軍大演習に参加した。
演習に参加しない時は、本国艦隊に配属された。

### 第二次世界大戦
フューリアスは1939年（昭和14年）10月2日までは訓練やスコットランド東岸沖での対潜哨戒に従事した。それからフューリアスはUボートによって沈んだ空母カレイジャスの代わりとして本国艦隊に配属され、第816飛行隊のソードフィッシュ9機と第818飛行隊からのソードフィッシュ3機を載せた 。フューリアスは10月8日に艦隊とともに出撃し、ノルウェー南部の沖で発見されたドイツ海軍 (Kriegsmarine) の巡洋戦艦グナイゼナウとその護衛を探索したが、失敗に終わった。10月13日にもドイツ艦船の捜索に襲撃したが、無駄に終わった。それからフューリアスはハリファックスに移り、巡洋戦艦レパルスとともにドイツ通商破壊艦捜索グループを編成して「ポケット戦艦」の襲撃に備えた。1939年12月中旬、フューリアスは第1カナダ歩兵師団の大半をイギリスへ運ぶ船団の旗艦を務めた。12月17日、暗闇の中で西航する客船サマリア (Samaria) が発見されることなく船団を横切った。サマリアは倒されていたフューリアスの右舷側の通信マストを剥ぎ取り、アキタニア (Aquitania) 左舷側のライフボート5隻を奪い去り、3隻目と4隻目の船とは衝突寸前になった。
1940年（昭和15年）4月初旬、ドイツ軍がヴェーザー演習作戦を発動し、ノルウェーの戦いが始まった。ナルヴィクの戦いにおいて、フューリアスは艦上機でナルヴィク周辺のドイツ艦隊を攻撃したが、顕著な戦果はなかった。
連合軍はナムソスの戦いで敗れ、西部戦線でも大敗したため、6月初旬にアルファベット作戦を発動してノルウェーから撤退する。この方面にいたイギリス空母3隻（アーク・ロイヤル、フューリアス、グローリアス）は、航空機の輸送任務に従事した。
12月末、ドイツ海軍の重巡アドミラル・ヒッパーが大西洋で通商破壊作戦を開始した（ノルトゼートゥーア作戦）。12月24日、ヒッパーは中東向け重要船団WS5A船団を発見、攻撃を開始した。連合軍側の巡洋艦部隊がドイツ重巡に反撃し、ヒッパーは離脱していった。航空機輸送任務に従事中のフューリアスもWS5A船団に加わっていたが、被害を受けなかった。

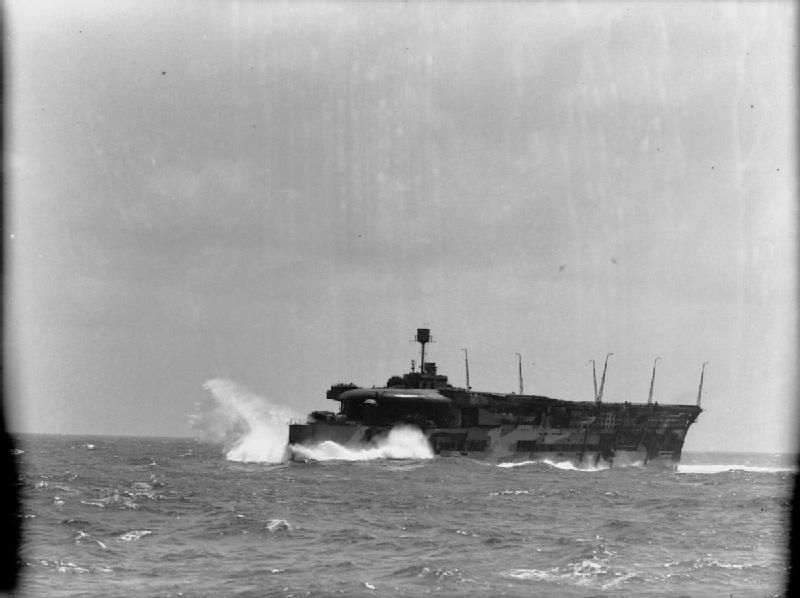
地中海にて作戦行動中のフューリアス、1941年。

1941年（昭和16年）5月19日から22日、H部隊（司令官ジェームズ・サマヴィル中将）は空母アーク・ロイヤルと共に地中海の英領マルタへハリケーン戦闘機を輸送（スプライス作戦）、23日ジブラルタルに戻った。サマヴィル中将はタルボット大佐（フューリアス艦長）を誘い、ピクニックに出かけた。
このときドイツ海軍はライン演習作戦を発動し、リュッチェンス提督が率いるドイツ戦艦ビスマルクと重巡プリンツ・オイゲンが大西洋に進出しようとしていた。
イギリス海軍本部は重要船団WS8Bの護衛が手薄なことを憂慮し、H部隊に大西洋に出撃してWS8B船団に合流するよう命じる。同23日夜の内に、H部隊はジブラルタルを出撃した。サマヴィル提督は巡洋戦艦レナウンに将旗を掲げ、空母アーク・ロイヤル、軽巡シェフィールド、駆逐艦数隻を引き連れてジブラルタルを出発した。H部隊はビスマルク撃沈で殊勲を立てたあと、ジブラルタルに戻ってきた。ジブラルタル在泊艦艇のうち動けるものは、港外に出てアーク・ロイヤルを出迎えた。
6月5日から7日（ロケット作戦）と6月29日から7月1日（レイルウェイ作戦）にも、空母2隻（アーク・ロイヤル、フューリアス）はクラブランに従事する。7月30日、フューリアスを発進した攻撃隊が北欧フィンランド領ラッピ州（現在はロシア領ムルマンスク州）のペツァモを攻撃（EF作戦）。9月13日、アーク・ロイヤルと共にマルタにハリケーン戦闘機45機を送る。
1941年後半には大西洋を横断してアメリカ合衆国に移動し、東海岸のフィラデルフィア海軍造船所で修理をおこなう。10月17日、竣工したばかりのノースカロライナ級戦艦が同海軍工廠に到着した。フューリアスとイギリス軽巡「マンチェスター」の乗組員が戦艦「ワシントン」を表敬訪問し、ワシントン乗組員は幾度も実戦を潜り抜けたイギリス艦の汚れ具合に驚いている。
1942年（昭和17年）4月、修理を終えてアメリカ大陸からヨーロッパに戻る。8月、ペデスタル作戦の際にマルタ向けの戦闘機を運び、船団主力部隊より一足はやく14日にジブラルタルへ戻った（ベローズ作戦）。1942年8月16日から18日、マルタにスピットファイア戦闘機の輸送をおこなう（バリトン作戦）。10月28日から3日にもスピットファイアを輸送。その後は北アフリカ上陸作戦（トーチ作戦）に参加した。
1943年（昭和18年）1月初旬、フューリアスはジブラルタルにいた。
2月までH部隊に所属した後本国艦隊に移り、戦争の残りの期間はそこに所属していた。
4月以降、イギリス海軍はイタリア本土侵攻を見据えて主力艦を地中海戦域に振り向け、北大西洋や北極海で運航するソ連向け輸送船団の警護に不安が生じていた。ノルウェーのフィヨルドにはドイツ海軍の戦艦2隻（ティルピッツ、シャルンホルスト）が居座っており、脅威を与えていたのである。イギリスの支援要請に応じて、アメリカ海軍はサウスダコタ級戦艦2隻を派遣した。
5月中旬、オラフ・M・ハストヴェット提督が率いる超弩級戦艦2隻（サウスダコタ、アラバマ）と駆逐艦部隊がスカパ・フローに到着し、本国艦隊の指揮下に入った。サウスダコタ級戦艦、キング・ジョージ5世級戦艦（デューク・オブ・ヨーク、アンソン）などと演習をおこなう。
7月、シチリア島上陸作戦（ハスキー作戦）から枢軸国の注意をそらすため、イギリス戦艦とアメリカ戦艦を含む本国艦隊はノルウェー沖に展開した。フューリアスの役目は、ドイツ軍の偵察機が艦隊を発見しそのことを打電した後でそのドイツ機を撃墜することであった。サウスダコタ級戦艦がアメリカに戻ったあと、今度は大西洋艦隊所属の空母「レンジャー」や重巡2隻（タスカルーサ 、オーガスタ）などが引き続きイギリス本国艦隊と行動を共にした。フューリアスは8月に修理を行い、それ以降は年の終わりまで訓練に費やした。

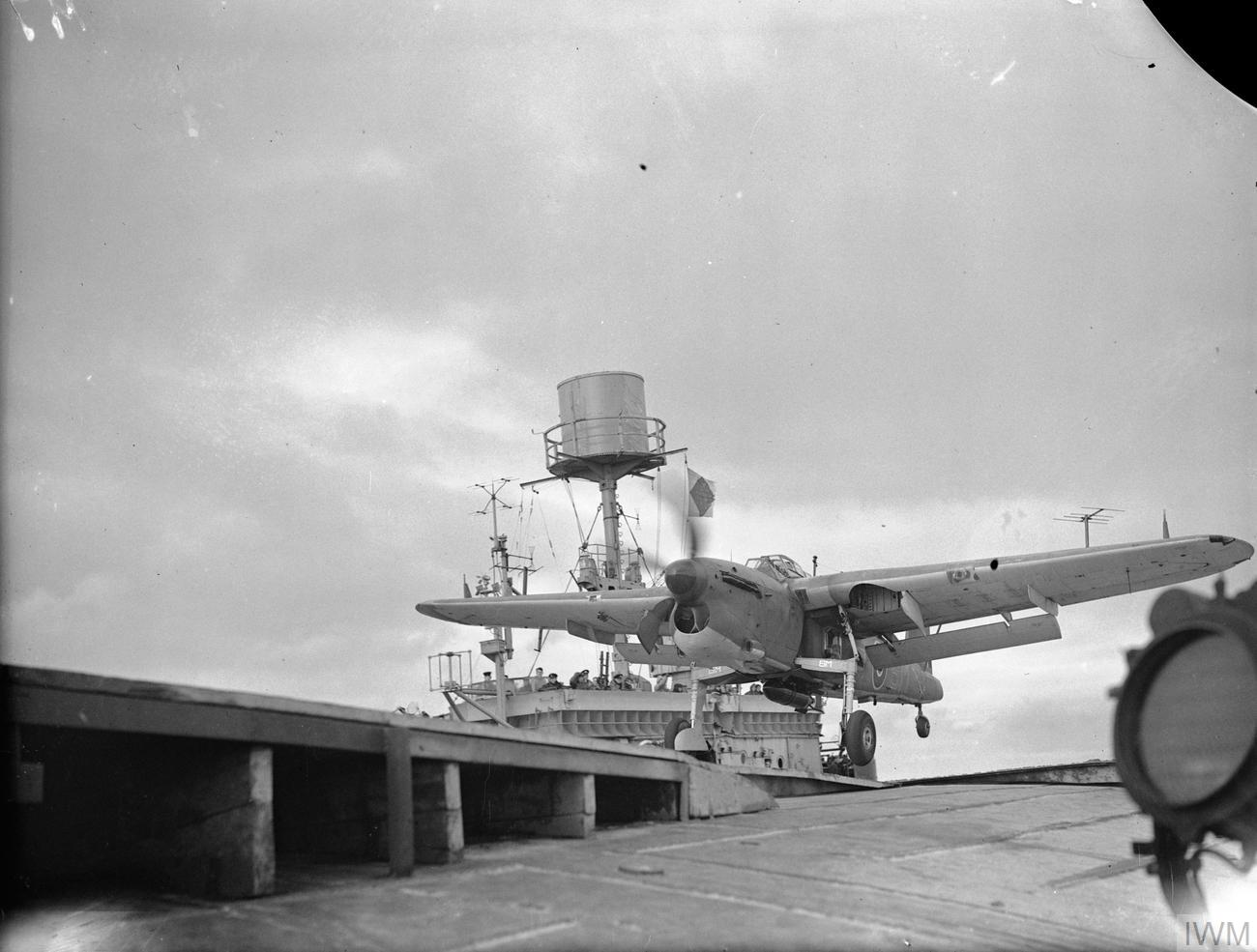
バラクーダ運用のためスキージャンプ台を仮設したフューリアス。

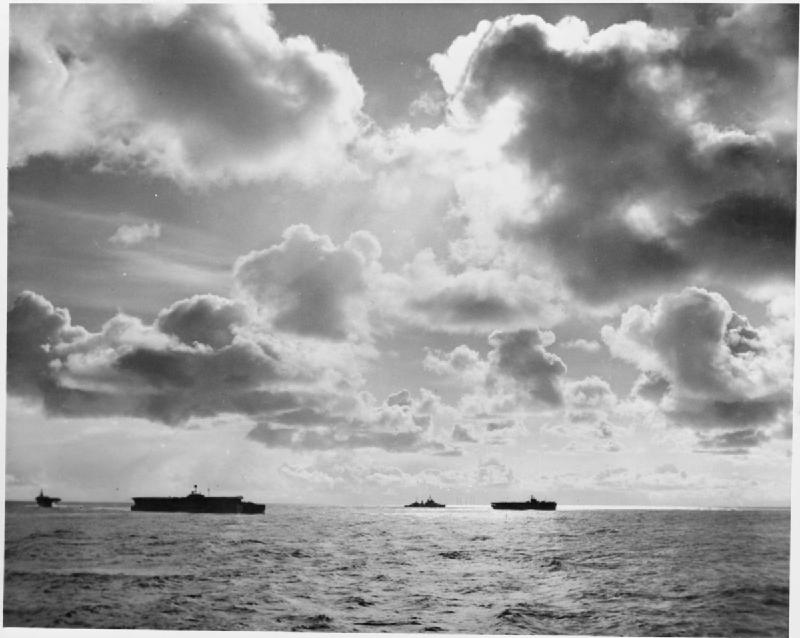
タングステン作戦前夜の実施部隊。左から2艦目がフューリアス。

1944年（昭和19年）2月にJW57船団がイギリスからソ連へ向かう間、2月24日に戦艦アンソンや自由フランス海軍の戦艦リシュリューに護衛されたフューリアスは、ノルウェー沿岸のドイツ船舶攻撃を実施した（ベイリーフ作戦、Operation Bayleaf) 。フューリアスはシーファイアの第801飛行隊と、バラクーダの第827飛行隊および第830飛行隊を搭載していた。攻撃で失われた機はなく、座礁した貨物船1隻を破壊した。
ノルウェーのアルタフィヨルドにひそむドイツ戦艦ティルピッツは、あいかわらずソ連向け援助船団の脅威であった。イギリス海軍は特殊潜航艇によるコマンド作戦を実施していたが、今度は航空機によってティルピッツ撃沈を試みた（ティルピッツに対する一連の攻撃）。艦上機による最初の攻撃はタングステン作戦と命名された。攻撃準備で、フューリアスと空母ヴィクトリアスはバラクーダの飛行隊、第827飛行隊と第831飛行隊を交換した。これは、共に訓練を行った飛行隊同士が同時に出撃できるようにするためであった。また、第830飛行隊のシーファイア6機に加え、フューリアスは第880飛行隊のシーファイア8機をのせた。
4月3日朝、空母2隻と護衛空母4隻から攻撃隊が発進し、アルタフィヨルドにむかった。
ティルピッツは、ちょうど試験のため出航しようとしていた。最初に第827飛行隊と第830飛行隊のバラクーダ21機が攻撃を敢行する。完全な奇襲となり、ティルピッツの煙幕発生装置は作動し始めたばかりであった。イギリス軍機は目標をはっきりと捕らえることが出来、6発の命中弾を与えた。1時間後、第829飛行隊と第831飛行隊のバラクーダ19機が攻撃をおこない、さらに8発を命中させた。撃墜されたバラクーダは1機のみであり、他に1機が発艦時に墜落した。一連の攻撃で爆弾14発（1600ポンド爆弾4発、500ポンド爆弾10発）と至近弾1発があり、艦上戦闘機による機銃掃射もあった。ティルピッツの戦死者は122名、負傷者はマイヤー艦長を含め316名にのぼった。修理に3ヶ月を要した。本国艦隊司令長官ブルース・フレーザー大将はイギリス国王から賞賛されたが、ティルピッツは依然として浮いていた。
4月16日にボードー空襲が試みられたが、ドイツの船団が発見されたためそれを攻撃し3隻を沈めた。
4月23日、本国艦隊（空母ヴィクトリアス、フューリアス、護衛空母4隻）は再びティルピッツ攻撃にむかった。24日と25日は天候が悪くそれ以上の攻撃は行えなかった。5月6日、フューリアスと護衛空母サーチャーはKristiansund周辺で船舶攻撃を実行し、鉱石運搬船AlmoraとタンカーSaarburgを沈めたが2機を失った。
5月15日、空母2隻（ヴィクトリアス、フューリアス）でティルピッツ攻撃を試みたが、低い雲のため攻撃中止になった。
5月28日、空母2隻（ヴィクトリアス、フューリアス）でティルピッツ攻撃を試みたが、悪天候で出撃中止になった。6月1日にはドイツ船団攻撃に成功した。弾薬運搬船1隻が沈み、2隻が炎上した。
7月17日、空母3隻（フューリアス、フォーミダブル、インディファティガブル）は再びティルピッツ撃沈に挑んだ（マスコット作戦）。この作戦のためフューリアスは第880飛行隊のシーファイア3機と第1840飛行隊のヘルキャット20機および第842飛行隊のソードフィッシュ3機を搭載した。ドイツ軍が事前に攻撃を察知し煙幕がティルピッツを完全に覆っていたため、攻撃は不成功に終わった。

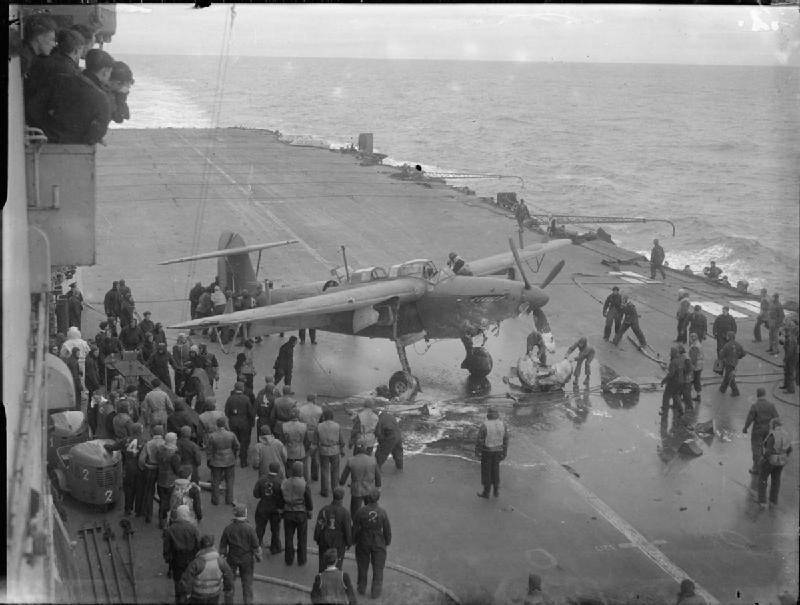
フューリアス艦上の第827飛行隊所属フェアリーバラクーダ。

8月にはさらに4度のティルピッツ攻撃が実行された。このグッドウッド作戦に空母3隻（フューリアス、フォーミダブル、インディファティガブル）と護衛空母2隻（ネイボブ、トランペッター）が参加した。フューリアスは第801飛行隊のシーファイア12機、第880飛行隊のシーファイア12機と第827飛行隊のバラクーダ9機を搭載した。8月20日の1度目の攻撃では悪天候のため攻撃隊は引き返した。22日の攻撃ではドイツ軍に発見され11機を失う結果となった。しかもU-354の雷撃でネイボブが大破、一時航行不能になった。
8月24日の空母3隻（インディファディガブル、フューリアス、フォーミダブル）の攻撃では、ティルピッツに徹甲爆弾（1600ポンド爆弾）1発と500ポンド爆弾1発が命中した。艦首に命中した1600ポンド爆弾は不発で、500ポンド爆弾は砲塔天蓋に命中して損害軽微だった。
29日に4度目の攻撃がなされたが、戦果はなかった。イギリス海軍は、ついに艦上機でティルピッツを撃沈することができなかった。
老朽化のため、フューリアスは同年9月15日に予備役となった。1945年（昭和20年）4月に退役し、航空機の爆薬が艦の構造に与える影響の調査に使用された。1948年にスクラップとして売却され、解体はトルーンで1954年までに完了した。